# Cargolet muntanyenc
El cargolet muntanyenc (Troglodytes solstitialis) és un ocell de la família dels troglodítids (Troglodytidae).

## Hàbitat i distribució
Habita la selva pluvial de les muntanyes des de Colòmbia i oest de Veneçuela, cap al sud, a través dels Andes de l'Equador, Perú i centre i sud-est de Bolívia fins al nord-oest de l'Argentina.